# Milton J. Fahrney
Milton J. Fahrney (Dayton, 24 giugno 1872 – Sydney, 26 marzo 1941) è stato un regista, sceneggiatore e attore statunitense del cinema muto.

## Biografia
Fu uno dei registi di punta della Nestor Film Company. David Horsley, il presidente e fondatore della società, affidò a lui la conduzione della sezione che si occupava della produzione dei film western della compagnia. Per contratto, Fahrney doveva produrre un cortometraggio a un rullo la settimana.
Nella sua carriera di regista, iniziata nel 1910 e finita nel 1917, Fahrney diresse 194 cortometraggi; partecipò alla sceneggiatura di quindici film e, dal 1911 al 1929, prese parte come attore a undici pellicole.

### Vita privata
Si sposò in prime nozze con la scozzese Alexandra Phillips-Fahrney. La sua seconda moglie si chiamava Marjorie.
Milton J. Fahrney morì nel 1941 in Australia, a Sydney, all'età di 68 anni.
Era conosciuto anche con i nomi Milton H. Fahrney / Milton Fahrney / Milton Farney / Farney.

## Filmografia

### Regista

#### 1910
- In Arizona – cortometraggio (1910)
- On the Little Big Horn – cortometraggio (1910)
- The Tenderfoot – cortometraggio (1910)
- The Cowboy Preacher – cortometraggio (1910)
- Frontier Day in the West – cortometraggio (1910)
- At Double Cross Ranch – cortometraggio (1910)
- The Cowboy and the Lieutenant – cortometraggio (1910)
- Days of '49 – cortometraggio (1910)
- A Daughter of the Mine – cortometraggio (1910)
- The Indian Princess – cortometraggio (1910)
- The Fighting Parson – cortometraggio (1910)
- The Red Man's Honor – cortometraggio (1910)
- The Lily of the Ranch – cortometraggio (1910)
- The Bucking Broncho – cortometraggio (1910)
- The Sheriff's Daughter – cortometraggio (1910)
- The Boss of Circle E Ranch – cortometraggio (1910)
- The Crooked Trail – cortometraggio (1910)
- The Call of the West – cortometraggio (1910)
- Back in the Mountains – cortometraggio (1910)
- A True Pal – cortometraggio (1910)
- Sons of the West – cortometraggio (1910)
- In the Black Hills – cortometraggio (1910)
- The Law and the Man – cortometraggio (1910)
- Strayed from the Range – cortometraggio (1910)
- Where the Sun Sets – cortometraggio (1910)
- Silver Plume Mine – cortometraggio (1910)
- The Girl from the East – cortometraggio (1910)
- The Ranchman's Bride (1910)
- A Deal in Indians – cortometraggio (1910)
- Valley Folks – cortometraggio (1910)
- The Conquering Hero – cortometraggio (1910)
- The Pilgrim – cortometraggio (1910)
- A Desperate Remedy – cortometraggio (1910)
- Elda of the Mountains – cortometraggio (1910)

#### 1911
- At Cedar Ridge – cortometraggio (1911)
- Sleepy Hollow – cortometraggio (1911)
- The Bridal Trail – cortometraggio (1911)
- At Panther Creek – cortometraggio (1911)
- The Cowpuncher – cortometraggio (1911)
- The Sheriff's Mistake – cortometraggio (1911)
- At Sunset Ranch – cortometraggio (1911)
- The Gunfighter – cortometraggio (1911)
- A Message from the West – cortometraggio (1911)
- The Pony Express – cortometraggio (1911)
- The Plains Across – cortometraggio (1911)
- The Settler's Wife – cortometraggio (1911)
- The End of the Trail – cortometraggio (1911)
- His Son – cortometraggio (1911)
- Roped and Tied – cortometraggio (1911)
- Alias Yellowstone Joe – cortometraggio (1911)
- The Parson and the Bully – cortometraggio (1911)
- The Flower of the Tribe – cortometraggio (1911)
- At Perry's Ranch – cortometraggio (1911)
- Across the Divide – cortometraggio (1911)
- The Town Marshal – cortometraggio (1911)
- Lone Bill's Last Ride – cortometraggio (1911)
- Big Noise Hank – cortometraggio (1911)
- A True Westerner – cortometraggio (1911)
- The White Medicine Man – cortometraggio (1911)
- The Cowboy Pugilist – cortometraggio (1911)
- When the West Was Wild – cortometraggio (1911)
- A Western Feud – cortometraggio (1911)
- Struck Gold – cortometraggio (1911)
- The Law of the Range – cortometraggio (1911)
- The New Ranch Owner – cortometraggio (1911)
- A Western Girl's Love – cortometraggio (1911)

#### 1912
- The Tenderfoot's Sacrifice – cortometraggio (1912)
- Tracked Through the Desert – cortometraggio (1912)
- White Cloud's Secret – cortometraggio (1912)
- His Side Pard – cortometraggio (1912)
- At Rolling Forks, co-regia di Al Christie – cortometraggio (1912)
- The Double Trail, co-regia di Al Christie – cortometraggio (1912)
- Across the Sierras, co-regia di Al Christie – cortometraggio (1912)
- Her Indian Hero, co-regia di Al Christie e Jack Conway – cortometraggio (1912)
- The Everlasting Judy – cortometraggio (1912)
- How the Ranger Was Cured – cortometraggio (1912)
- The Squatter's Child – cortometraggio (1912)
- The Land of Might – cortometraggio (1912)
- Hard Luck Bill – cortometraggio (1912)
- A Gentleman of Fortune – cortometraggio (1912)
- The Undoing of Slim Bill – cortometraggio (1912)
- The Obligation – cortometraggio (1912)
- The Alibi – cortometraggio (1912)
- Uncle Bill – cortometraggio (1912)
- His Only Son, co-regia di Jack Conway – cortometraggio (1912)

#### 1913
- The Vortex – cortometraggio (1913)
- The Death Stone of India – cortometraggio (1913)
- Poisoned Waters – cortometraggio (1913)
- Fighters of the Plains – cortometraggio (1913)

#### 1915
- Distilled Spirits (1915)
- Safety First
- Life's Mysteries
- Father Forgot
- A Mix-Up in Males
- The Stolen Case
- A Harmless Flirtation
- A Night's Lodging
- The Fighting Kid (1915)
- On the Job
- He's in Again
- Waking Up Father
- The Little Hero
- Jerry's Busy Day
- Making Matters Worse
- Jerry and the Gunman
- The Knockout
- The Treasure Box
- The Oriental Spasm
- Taking a Chance (1915)
- The Little Detective
- Jerry to the Rescue
- The Double Cross
- The Fighting Four
- A Deal in Indians (1915)
- A Shot Gun Romance
- Doctor Jerry
- The Holdup
- Hearts and Clubs
- Jerry's Revenge

#### 1916
- Jerry in the Movies
- The Girl of His Dreams
- Around the World (1916)
- Jerry's Millions
- Too Proud to Fight
- Going Up (1916)
- The Desperate Chance
- Jerry's Big Game
- On the Rampage
- Jerry and the Smugglers
- The Winning Punch (1916)
- The Conquering Hero
- The Traitor (1916)
- Jerry's Perfect Day
- Preparedness
- Jerry's Big Lark
- Jerry and the Moonshiners
- Jerry's Big Haul
- A Merry Mix-Up
- The Hero of the E.Z. Ranch
- Jerry's Stratagem
- The Masque Ball
- When Jerry Came to Town
- Jerry's Celebration
- Jerry and the Counterfeiters
- The Rookie (1916)
- Jerry and the Bandits
- Making Things Hum
- Jerry and the Blackhanders
- Movie Struck
- Jerry's Double Header

#### 1917
- The Jewel of Death – cortometraggio (1917)
- Jerry's Winning Way – cortometraggio (1917)
- Jerry's Big Doings – cortometraggio (1917)
- Jerry and the Outlaws – cortometraggio (1917)
- Jerry and His Pal – cortometraggio (1917)
- Jerry's Big Raid
- Jerry's Big Mystery
- Jerry's Brilliant Scheme
- Jerry's Romance
- The Flying Target
- Minding the Baby (1917)
- Be Sure You're Right
- The Lady Detective
- The Gypsy Prince
- Somewhere in the Mountains
- The Ransom
- Jerry's Trial
- Jerry's Picnic
- Jerry's Finishing Touch
- Jerry Joins the Army
- Jerry's Master Stroke
- Jerry's Getaway
- Jerry's Red Hot Trail
- Jerry's Elopement
- Jerry's Hopeless Tangle
- Jerry's Gentle Nursing
- Jerry at the Waldorf
- Jerry's Star Bout
- Jerry on the Railroad
- Jerry on the Farm
- Jerry's Eugenic Marriage
- Jerry's Whirlwind Finish
- Jerry Tries Again
- Officer Jerry
- Jerry's Big Deal
- Jerry in Yodel Land
- Jerry and the Bully
- Jerry's Jam
- Jerry's Soft Snap
- Jerry and the Vampire
- Jerry's Lucky Day
- Jerry's Running Fight
- Jerry and the Burglars
- Jerry Takes Gas
- Jerry's Boarding House

### Sceneggiatore
- A True Westerner, regia di Milton J. Fahrney – cortometraggio (1911)
- The White Medicine Man, regia di Milton J. Fahrney – cortometraggio (1911)
- The Law of the Range, regia di Milton J. Fahrney – cortometraggio (1911)
- Lady Baffles and Detective Duck in The Lost Roll
- Jerry's Stratagem
- Jerry's Celebration
- Jerry and the Bandits
- Jerry's Picnic
- Jerry's Hopeless Tangle
- Jerry's Star Bout
- Jerry's Whirlwind Finish
- Jerry's Big Deal
- Jerry's Soft Snap
- Jerry's Lucky Day
- Jerry's Running Fight

### Attore
- After Twenty Years – cortometraggio (1911)
- The Covered Schooner, regia di Harry Edwards (1923)
- Yankee Speed, regia di Robert N. Bradbury (1924)
- Not Built for Runnin', regia di Leo D. Maloney (1924)
- Dangerous Odds, regia di William James Craft e J.P. McGowan (1925)
- Lash of the Law (1926)
- Chasing Trouble, regia di Milburn Morante (1926)
- Le comte Kostia, regia di Jacques Robert (1926)
- Stepping on the Gas, regia di Harry Moody (1927)
- In the First Degree, regia di Phil Rosen (1927)
- L'indomabile (Untamed), regia di Jack Conway (1929)